# Hartberger Safen
Die Hartberger Safen (auch Safenbach) ist ein fließendes Gewässer in Österreich.
Sie entspringt in Grafendorf bei Hartberg, fließt durch den Bezirk Hartberg-Fürstenfeld und bildet ab Sebersdorf zusammen mit der Pöllauer Safen die Safen.
Die Gesamtlänge Quelle bis Einmündung beträgt 24,466 km.